# Sprookjesmuseum (Efteling)
Het Sprookjesmuseum was een voormalige attractie en museum in het Nederlandse attractiepark de Efteling. Het museum was gevestigd in het gebouwtje dat heden ten dage dienstdoet als het huisje van Vrouw Holle en was geopend vanaf de vroege jaren '60 tot in 1999. 

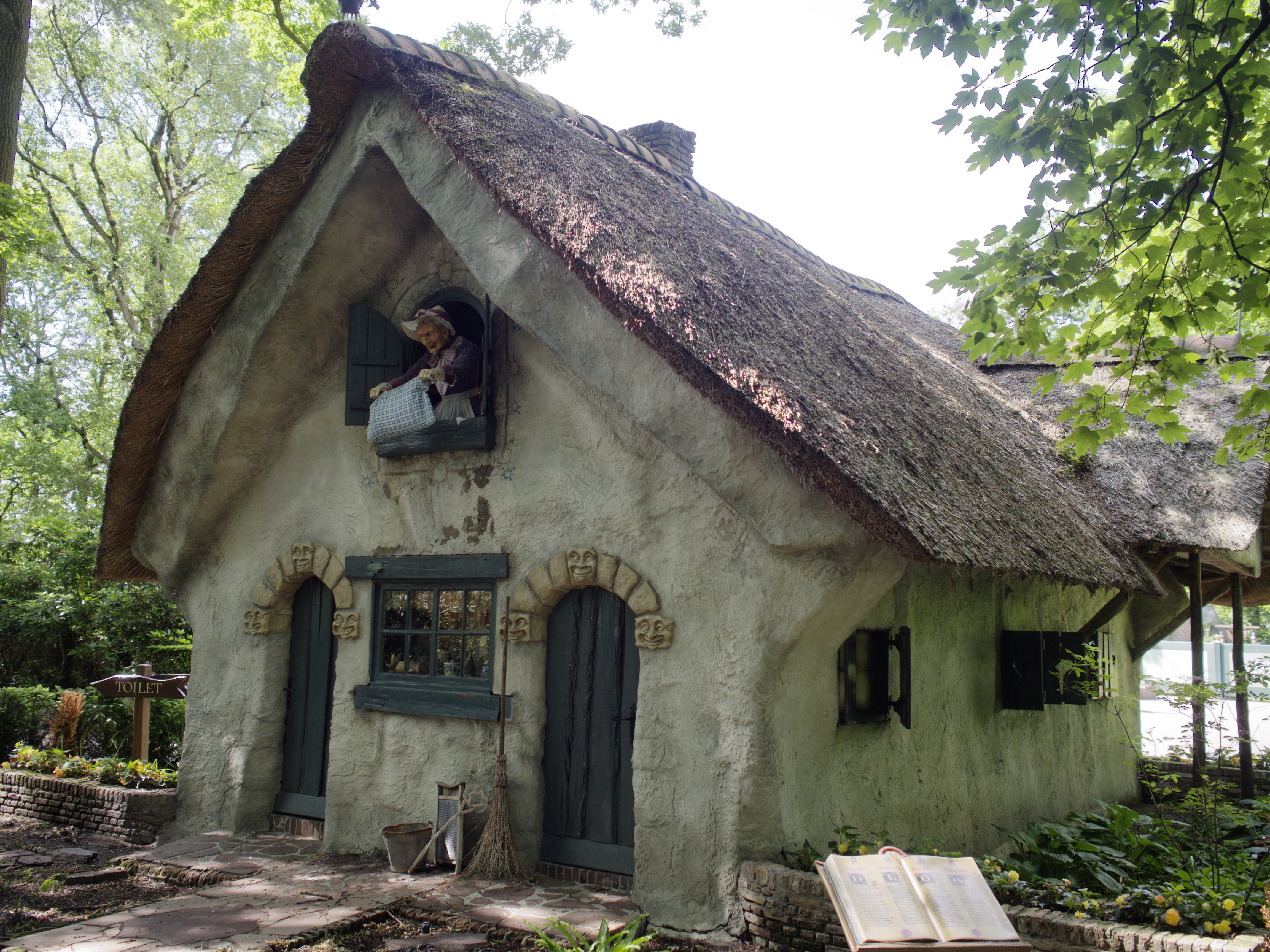
Het museum tegenwoordig als de woning van Vrouw Holle.

In het museum werden doorheen de jaren verschillende voorwerpen tentoongesteld die afkomstig waren uit verschillende sprookjes en verhalen. Een aantal van deze voorwerpen waren ontworpen door Anton Pieck: 
- De sleutel van de Bibelebontse Berg
- De erwt uit De prinses op de erwt
- De giftige appel uit Sneeuwwitje
- De spoel uit Vrouw Holle
- De gouden nachtegaal uit De Chinese nachtegaal
- Het gouden muiltje uit Assepoester
- Knuppel uit de zak
- De onzichtbare kleren van de keizer uit De nieuwe kleren van de keizer
- Een tulp van de vliegende fakir
- De toverspiegel van de stiefmoeder uit Sneeuwwitje
- De toverfluit van de rattenvanger van Hamelen

Eind 2003 opende elders in de Efteling het Efteling Museum, dat betrekking heeft op de geschiedenis van de Efteling als geheel. Een aantal van de voorwerpen uit het voormalige Sprookjesmuseum zijn hier echter kortstondig tentoongesteld geweest. 
Lijst van attracties in de Efteling · Lijst van sprookjes in de Efteling · Afbeeldingen